# 25907 Capodilupo
25907 Capodilupo (tên chỉ định: 2001 AR20) là một tiểu hành tinh vành đai chính. Nó được phát hiện bởi dự án Nghiên cứu tiểu hành tinh gần Trái Đất Lincoln ở Socorro, New Mexico, ngày 3 tháng 1 năm 2001. Nó được đặt theo tên John Vincenzo Capodilupo, an American high school student và finalist in the 2010 Intel Science Talent Search.